# We Live in Time
We Live in Time ist ein Liebesdrama von John Crowley. In den Hauptrollen sind Florence Pugh und Andrew Garfield zu sehen. Der Film feierte im September 2024 beim Toronto International Film Festival seine Premiere und kam im Oktober 2024 in die US-Kinos. Der Kinostart im Vereinigten Königreich und in Deutschland war Anfang Januar 2025.

## Handlung
Als sich die karriereorientierte Köchin Almut und der frisch geschiedene Tobias begegneten, veränderte dies das Leben beider schlagartig. Sie verliebten sich, bauten ein Haus und gründeten eine Familie. Das Leben von Almut, Tobias und ihrer Tochter verläuft glücklich, bis Almut eine schreckliche Diagnose erhält. Sie hat Eierstockkrebs in fortgeschrittenem Stadium. Das Paar muss die Entscheidung treffen, ob sie sich auf eine nebenwirkungsreiche Behandlung mit ungewissem Ausgang einlassen oder lieber die ihr verbleibende Zeit zusammen mit ihrer Familie noch möglichst gut leben will.

## Produktion

### Filmstab

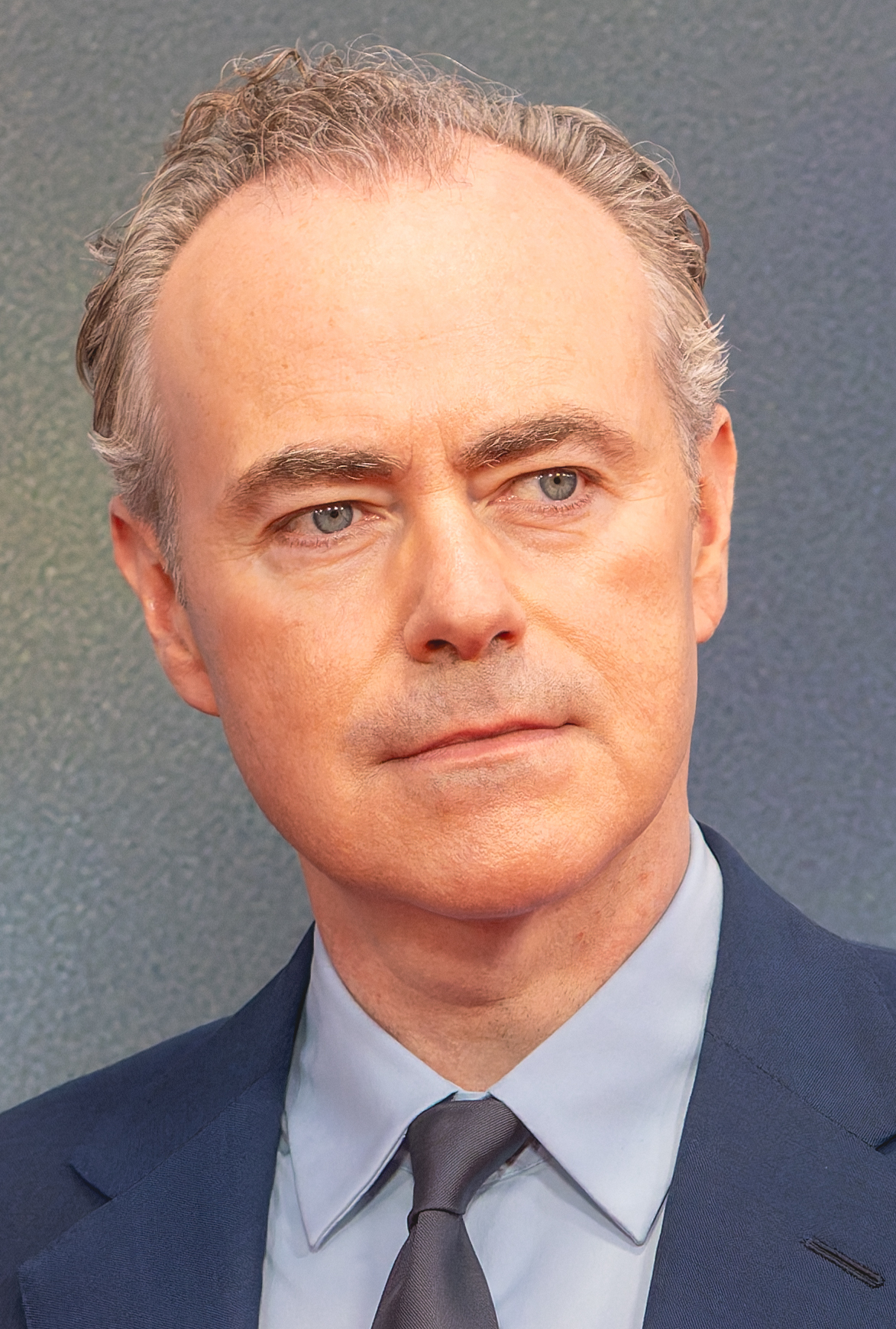
Regisseur John Crowley

Regie führte der Ire John Crowley. Das Drehbuch schrieb Nick Payne. Zur Crowleys früheren Filmen gehören Boy A von 2007, Brooklyn – Eine Liebe zwischen zwei Welten von 2015 und Der Distelfink von 2019. Payne war mehrere Male bei den Laurence Olivier Awards nominiert und zuvor am Drehbuch für die Verfilmung des Romans Vom Ende einer Geschichte beteiligt.
Die neuseeländische Filmeditorin Justine Wright war zuletzt für Der Mauretanier und Luther: The Fallen Sun tätig.

### Besetzung und Dreharbeiten
In den Hauptrollen sind die Britin Florence Pugh und der US-Amerikaner Andrew Garfield zu sehen. Sie spielen Almut und Tobias. Garfield war bereits in Crowleys Film Boy A in der Hauptrolle zu sehen. In weiteren Rollen spielen Adam James, Marama Corlett, Aoife Hinds, Grace Molony und Nikhil Parmar. Das Casting übernahm Fiona Weir, die Ehefrau des Regisseurs.
Die Dreharbeiten wurden im April 2023 begonnen und fanden unter anderem in London statt. Kameramann war Stuart Bentley, der zuletzt für die Filme Strange But True von Rowan Athale und The Long Goodbye von Aneil Karia arbeitete.

### Synchronisation
Die deutsche Synchronisation entstand nach der Dialogregie von Lilli-Hannah Hoepner im Auftrag der Neue Tonfilm Film- und Synchronproduktion GmbH.
| Darsteller      | Synchronsprecher        | Rolle            |
| --------------- | ----------------------- | ---------------- |
| Florence Pugh   | Ronja Peters            | Almut Brühl      |
| Andrew Garfield | Timmo Niesner           | Tobias Durand    |
| Matt Kennard    | Andreas Thiele          | Benjamin         |
| Heather Craney  | Susanne Szell           | Buffy Jones      |
| Robert Boulter  | Roman Wolko             | Dr. Hernandez    |
| Lucy Briers     | Irina Wanka             | Dr. Kerri Weaver |
| Grace Delaney   | Romy Sedlmeir           | Ella             |
| Lee Braithwaite | Oska Melina Borcherding | Jade             |
| Kerry Godliman  | Melanie Manstein        | Jane             |
| Amy Morgan      | Magdalena Helmig        | Leah             |
| Sam Kennard     | Julian Bayer            | Lucas            |
| Douglas Hodge   | Uwe Büschken            | Reginald         |
| Nikhil Parmar   | Felix Auer              | Sanjaya          |
| Adam James      | Peter Flechtner         | Simon Maxson     |
| Aoife Hinds     | Stefanie Dischinger     | Skye             |
| Niamh Cusack    | Dagmar Dempe            | Sylvia           |

### Filmmusik und Veröffentlichung
Die Filmmusik komponierte Bryce Dessner. Er war zuletzt für die Filme Die Witwe Clicquot von Thomas Napper, Sing Sing von Greg Kwedar und Dandelion von Nicole Riegel tätig. Das Soundtrack-Album mit insgesamt 18 Musikstücken wurde am 17. Oktober 2024 von A24 Music als Download veröffentlicht.
Die Rechte am Film für Nordamerika sicherte sich A24. Der erste Trailer wurde im Juli 2024 vorgestellt. Die Premiere fand am 7. September 2024 beim Toronto International Film Festival statt. Im weiteren Verlauf des Septembers 2024 wird er beim San Sebastian International Film Festival gezeigt. Im November 2024 wird We Live in Time beim Cork International Film Festival vorgestellt. Am 11. Oktober 2024 kam der Film in ausgewählte US-Kinos. Ebenfalls im Oktober 2024 wird er beim Hamptons International Film Festival, beim Zurich Film Festival und beim London Film Festival gezeigt. Am 1. Januar 2025 kam der Film in die Kinos im Vereinigten Königreich und in Irland. Den weltweiten Vertrieb übernimmt Studiocanal, auch in Deutschland. Hier war der Kinostart am 9. Januar 2025. Der Kinostart in der Deutschschweiz erfolgte am gleichen Tag.

## Rezeption

### Altersfreigabe
In den USA erhielt der Film von der MPAA ein R-Rating, was einer Freigabe ab 17 Jahren entspricht.

### Kritiken und Einspielergebnis
Von den bei Rotten Tomatoes aufgeführten Kritiken sind 78 Prozent positiv bei einer durchschnittlichen Bewertung mit 7,1 von 10 möglichen Punkten, womit er aus den 25. Annual Golden Tomato Awards als Fünftplatzierter unter den Liebesfilmen des Jahres 2024 hervorging.  Bei Metacritic erhielt der Film einen Metascore von 60 von 100 möglichen Punkten.

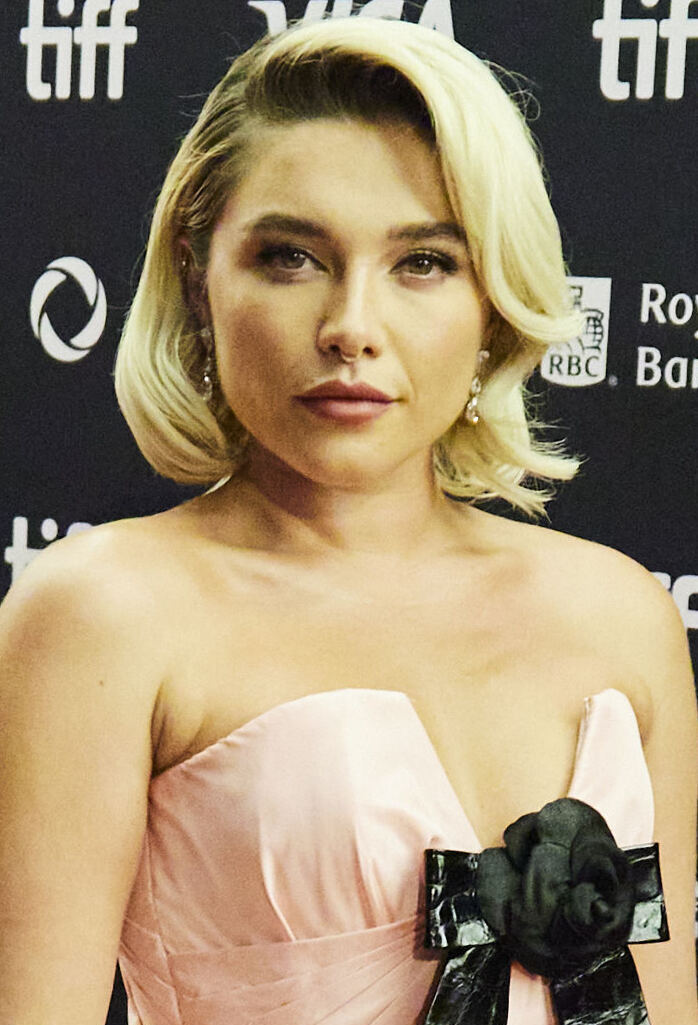
Florence Pugh spielt Almut

Kamil Moll von Filmstarts schreibt, dass dem Regisseur John Crowley mit We Live In Time eine gute Balance gelungen ist, sei dem simplen Erzählkniff geschuldet, dass er die Geschichte von Almut und Tobias nicht chronologisch als eine sich aufs unaufhaltbare Ende zubewegende Beziehungsgeschichte erzählt, sondern mit locker arrangierten, aufeinander bezogenen Momentaufnahmen arbeitet, die zwischen den zaghaften Gefühlen einer beginnenden Liebe und den tiefer verwurzelten Emotionen einer längeren Partnerschaft pendeln. Der Regisseur beherrsche sichtlich den Wechsel zwischen Tonfällen, und so sei gerade eine unkitschige Leichtigkeit, wie sie selten geworden ist bei Kinodramen, die klare Stärke von We Live In Time. Die beiden Hauptdarsteller spielten ihre Rollen mit einer geradezu heiteren Behutsamkeit und ungekünstelten Vertraulichkeit. Insbesondere Florence Pugh verleihe ihrer Figur dabei eine lebendige widerständige Robustheit.
Chris Schelb schreibt in seiner Kritik für outnow.ch, die nicht linear erzählte Geschichte mache es schwer, in We Live in Time reinzukommen und von Anfang an emotional dabei zu sein. Wenn am Anfang des Films der von Andrew Garfield gespielte Tobias zu sehen ist, als er alleine aufwacht, wisse man zuerst nicht, ob er Almut vielleicht noch gar nicht getroffen hat oder sie bereits nicht mehr bei ihm ist. Doch die Puzzleteile fügten sich mit jeder Szene zusammen, dass schließlich ein Bild einer modernen Beziehung entsteht, in der beide Partner das Beste aus ihrer Zeit machen wollen, dabei aber auch mal vergessen, den Moment zu leben. Bei aller Liebe, Humor und Herzschmerz kämen John Crowley und Nick Payne leider nicht um ein paar Klischees des Genres herum. Da Pugh und Garfield jedoch dermaßen charmant seien und die Chemie zwischen ihnen beiden einfach stimme, strahle We Live in Time selbst in den ärgsten Augenroll-Momenten eine wohlige Wärme aus.
Ron Stoklas beschreibt We Live in Time in seiner Kritik für FluxFM als eine Art filmisches Puzzle. Durch die nicht lineare Erzählweise entsteht laut ihm ein emotionales Durcheinander, welches sich mit allen Verstrickungen wie ein Puzzle im Lauf der Zeit zusammensetzt. Während Stoklas die Chemie zwischen Florence Pugh und Andrew Garfield hervorhebt, besticht für ihn vor allem schauspielerische Art und Weise, mit welcher Pugh den inneren Kampf von Almut gegen ihre Krankheit sowie den Kampf und ein selbstbestimmtes Leben spielt.
Die weltweiten Einnahmen des Films aus Kinovorführungen belaufen sich auf 32,2 Millionen US-Dollar. In Deutschland verzeichnet der Film 211.594 Besucher.

### Auszeichnungen
Irish Film and Television Awards 2025
- Nominierung für die Beste Regie (John Crowley)
- Nominierung als Beste internationale Schauspielerin (Florence Pugh)[31]